# アントニオ・アベラル
アントニオ・アベラル（Antonio Avelar、1958年8月28日 - ）は、メキシコの男性プロボクサー。ハリスコ州グアダラハラ出身。身長163cm。元WBC世界フライ級王者。

## 来歴
1975年4月7日、メキシコでプロデビュー。
1977年2月4日、フレディー・カスティーリョと対戦し、10回判定負け。
1977年5月21日、ガブリエル・ベルナルと対戦し、10回判定負け。
1978年10月21日、フレディー・カスティーリョと再戦し、10回KO負け。
1979年2月10日、27戦目で世界王座初挑戦。WBC世界フライ級王者ミゲル・カントに挑戦し、15回判定負けで王座獲得ならず。
1980年2月16日、元WBA世界フライ級王者アルフォンソ・ロペスと対戦し、5回KO勝ち。
1980年8月16日、NABF北米フライ級王座を獲得した。
1981年5月12日、茨城県水戸市の水戸市民体育館にてWBC世界フライ級王者大熊正二に挑戦し、7回KO勝ちで36戦目にして世界王座を獲得した。同王座は金泰式相手に防衛に成功した。
1982年3月20日、2度目の防衛戦でプルデンシオ・カルドナと対戦し、1回KO負けで王座から陥落した。
1985年9月26日、フレディー・カスティーリョと3度目の対戦を行い、4回TKO勝ち。カスティーリョに対して初勝利となった。
1986年5月30日、のちの3階級制覇王者ウィルフレド・バスケスと対戦し、8回KO勝ち。
1987年7月25日、WBC世界バンタム級王者ミゲール・ロラに挑戦し、4回TKO負けで2階級制覇ならず。この試合を最後に引退した。

## 獲得タイトル
- 第17代WBC世界フライ級王座（防衛1度）